# Operazione Granby
L'operazione Granby è l'operazione militare britannica durante la guerra del Golfo nel 1991. Lo scopo di quest'operazione era di fornire appoggio alla difesa dell'Arabia Saudita (operazione Desert Shield) e liberare il Kuwait (operazione Desert Storm) dall'occupazione delle forze armate irachene.
Il nome di tale operazione militare deriva da John Manner, Marchese di Granby e comandante britannico durante la guerra dei sette anni.

## Comandanti
- Air Chief Marshal (capo di stato maggiore dell'aeronautica) sir Patrick Hine (1º ottobre 1990 - 31 marzo 1991)
- Air Chief Marshal Michael Graydon (dal 31 marzo)

### Esercito
Il comando era situato a Riad e venne dato a:
- Air Vice Marshal (generale di divisione aerea) Andrew Wilson (settembre - ottobre 1990)
- Lieutenent-General (generale di corpo d'armata) sir Peter de la Billière (ottobre 1990 - marzo 1991)
- Air Commodor (generale di brigata aerea) Ian Macfayden (dal marzo 1991)

### Aeronautica
- Air Vice Marshal Andrew Wilson (agosto - novembre 1990)
- Air Vice Marshal William Wratten (dal novembre 1991)

### Marina
- Captain (capitano di vascello) Anthony McEwen sulla HMS York (fino al settembre 1990)
- Commodore (contrammiraglio) Paul Haddocks (settembre - dicembre 1990)
- Commodore Christopher Craig prima a bordo dell'HMS Brave e poi sulla HMS London (dicembre 1990 - marzo 1991)